# غيلبرت فوكس
غيلبرت فوكس (بالألمانية: Gilbert Fuchs)‏ هو عالم حشرات ألماني، ولد في 1871 في غراتس في النمسا، وتوفي في 1952 في ألمانيا.